# Kyle Harris
Kyle Harris es un actor de televisión estadounidense que actualmente es conocido por interpretar a Cameron Goodkin en la serie de TV Stitchers.

## Carrera
Kyle Harris formó parte de la gira nacional de West Side Story en el papel de Tony el 30 de septiembre de 2010. También apareció en The Carrie Diaries, durante tres episodios de la primera temporada como Seth, el novio de Mouse.

## Filmografía

### Series
| Año       | Título             | Papel      | Notas                   |
| --------- | ------------------ | ---------- | ----------------------- |
| 2011      | Submissions Only   | Mike Dakin | Temporada 2 Episodio 4  |
| 2012      | High Maintenance   | Mark       | Temporada 1 Episodio 2  |
| 2013      | It Could Be Worse  | Kyle       | Temporada 1 Episodio 1  |
| 2013      | The Carrie Diaries | Seth       | 3 Episodios             |
| 2014      | Songbyrd           | Nate       | Temporada 1 Episodio 1  |
| 2015-2017 | Stitchers          | Cameron    | Elenco Principal        |
| 2015      | Beauty & the Beast | Russell    | Temporada 3 Episodio 10 |

### Cortometraje
| Año  | Título             | Papel     | Notas |
| ---- | ------------------ | --------- | ----- |
| 2007 | The Electric Sleep | Dr. Stone |       |